# 派里斯泰拉峰

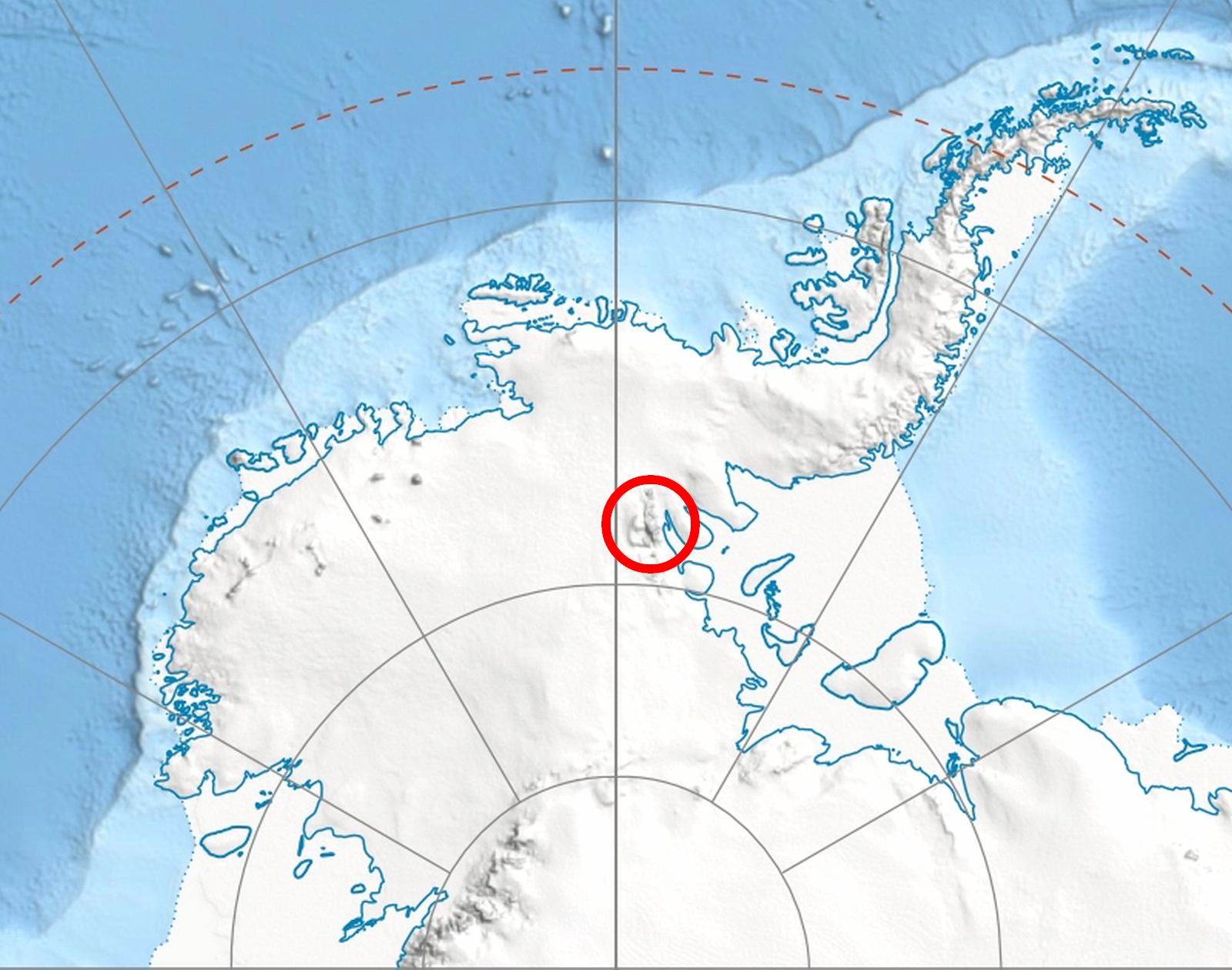

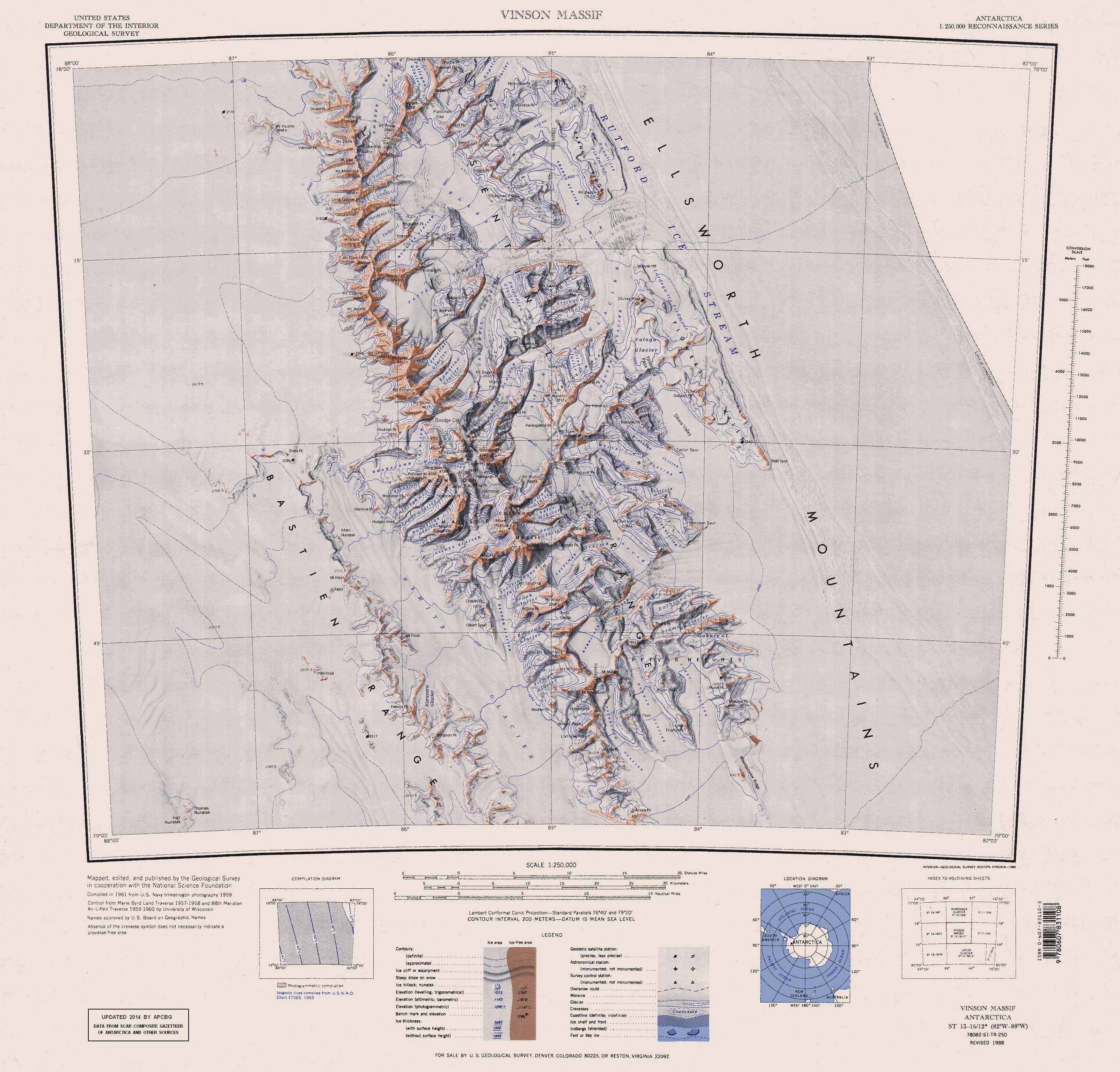

派里斯泰拉峰（英語：Peristera Peak），是南極洲的山峰，位於埃爾斯沃思地，處於因德比岑山東南面3.67公里、馬爾茲峰西北面3.9公里和利什尼斯峰以北3.1公里，屬於歐文嶺的一部分，海拔高度2,250米，現時由南極條約體系管理。